# Championnat de France de baseball
Le Championnat de France de baseball, aussi nommé Division 1, rassemble les huit meilleurs clubs de baseball français sous l'égide de la Fédération française de baseball et softball. 
Cette épreuve fut créée en 1926. Comme son homologue nord-américain, le championnat se dispute selon un calendrier estival, du printemps à l'automne. La Division 1 se déroule en deux phases: la saison régulière où tous les clubs s'affrontent et une phase de play-offs.
Les équipes de la D1 prennent aussi part au Challenge de France de baseball, une compétition au format de coupe dont le vainqueur est qualifié pour la Coupe d'Europe.
Les Huskies de Rouen dominent le baseball français depuis le début des années 2000 avec 18 titres de Champions de France, 10 challenges, 1 titre de vice-champion d'Europe en 2007...

## Histoire
Le championnat de France est créé en 1926 par la toute jeune Fédération française de baseball et de tèque, fondée en 1924. Les clubs parisiens de la Paris Baseball Association, présidée par l'Américain Frank B. Ellis, disputent un championnat dans la capitale dès avant la Première Guerre mondiale. Un championnat provincial se met en place dans la foulée. Ces clubs sont incorporés au championnat national. L'AS Transport enlève le titre en 1926 en s'imposant en finale face au Ranelagh BBC.
Le palmarès du championnat et a fortiori son histoire et ses évolutions restent nébuleux jusqu'en 1968. Quelques performances du PUC ou du Stade français entre 1954 et 1968 parviennent tout juste à nous rappeler qu'un championnat avait bien lieu chaque année. Parmi les autres clubs qui prennent part au championnat à cette période, citons par exemple l'US Métro, le BC Charenton et Saint-Germain-en-Laye.
Le PUC s'affirme comme le club phare du baseball français entre 1965 et 1992. Les Pucistes enlèvent vingt titres de champion de France entre ces deux dates. Les Niçois du NUC s'imposent comme les principaux rivaux des Parisiens et parviennent à remporter cinq titres entre 1971 et 1981.
Les années 1990 sont marquées par les succès des Barracudas de Montpellier qui mettent fin au règne du PUC en enlevant trois titres consécutifs de 1993 à 1995, ouvrant la porte à d'autres formations comme les Jimmer's de Saint-Lô, champions en 1996 et 1997, et les Lions de Savigny-sur-Orge, cinq fois champions entre 1998 et 2004.
Les Huskies de Rouen dominent le palmarès du XXIe siècle avec 18 titres champions de France, dont neuf consécutifs entre 2005 et 2013. Une domination interrompue en 2014 par les Templiers de Sénart, qui deviennent la dix-septième équipe à inscrire son nom au palmarès de la Division 1, et par les Barracudas de Montpellier en 2023. 

## Palmarès
Le championnat est créé en 1926.
(Palmarès incomplet principalement entre 1934 et 1963)
| Année        |                                                            | Champion                                                           | Vice-champion                                       | Score |
| ------------ | ---------------------------------------------------------- | ------------------------------------------------------------------ | --------------------------------------------------- | ----- |
| 1926         | AS Transport Paris                                         | Ranelagh BBC Paris                                                 | 15 - 10¹                                            |       |
| 1927         | Ranelagh BBC Paris                                         | UA Intergadz'arts Sucy-en-Brie, Seine-et-Oise (Val-de-Marne)       | 21 - 5¹                                             |       |
| 1928         | Ranelagh BBC Paris                                         | Racing Club de France Paris                                        | 8 - 4¹                                              |       |
| 1929         | pas de championnat de France en 1929                       |                                                                    |                                                     |       |
| 1930         | Ranelagh BBC Paris                                         | UA Intergadz'arts Sucy-en-Brie, Seine-et-Oise (Val-de-Marne)       | 13 - 11¹                                            |       |
| 1931         | AGE latino-américains Paris                                | Students Coogars Paris                                             | championnat à points                                |       |
| 1932         | AGE latino-américains Paris                                | AS Police Paris Paris                                              | championnat à points                                |       |
| 1933         | Sandino baseball club Paris                                | American Club Paris                                                | championnat à points                                |       |
| 1934         | AGE latino-américains Paris                                | American Club Paris                                                | championnat à points                                |       |
|              |                                                            |                                                                    |                                                     |       |
| 1954         | Stade français Paris                                       | Paris UC Paris                                                     | 10 - 8¹                                             |       |
| 1955         | Paris UC Paris                                             | Stade français Paris                                               | 8 - 5¹                                              |       |
| 1963         | BC Paris Paris                                             | BC Charenton Charenton-le-Pont, Seine (Val-de-Marne)               |                                                     |       |
| 1964         | BC Charenton Charenton-le-Pont, Val-de-Marne               | BC Paris Paris                                                     |                                                     |       |
| 1965         | Paris UC Paris                                             | Saints de Saint-Germain-en-Laye Saint-Germain-en-Laye, Yvelines    | 4 - 0                                               |       |
| 1966         | Paris UC Paris                                             | Saints de Saint-Germain-en-Laye Saint-Germain-en-Laye, Yvelines    |                                                     |       |
| 1967 Détails | Pirates de Paris Paris                                     | Paris UC Paris                                                     |                                                     |       |
| 1968 Détails | CSF Cagnes-sur-Mer Cagnes-sur-Mer, Alpes-Maritimes         | Paris UC Paris                                                     | 16 - 3¹                                             |       |
| 1969 Détails | Pirates de Paris Paris                                     | CSF Cagnes-sur-Mer Cagnes-sur-Mer, Alpes-Maritimes                 |                                                     |       |
| 1970 Détails | Paris UC Paris                                             | Nice UC Nice, Alpes-Maritimes                                      | 12 - 10¹                                            |       |
| 1971 Détails | Nice UC Nice, Alpes-Maritimes                              | Paris UC Paris                                                     | 13 - 4¹                                             |       |
| 1972 Détails | Paris UC Paris                                             | Saints de Saint-Germain-en-Laye Saint-Germain-en-Laye, Yvelines    | 18 - 7¹                                             |       |
| 1973 Détails | Paris UC Paris                                             | Nice UC Nice, Alpes-Maritimes                                      | poule finale                                        |       |
| 1974 Détails | Nice UC Nice, Alpes-Maritimes                              | Paris UC Paris                                                     | 5 - 2¹                                              |       |
| 1975 Détails | Paris UC Paris                                             | Nice UC Nice, Alpes-Maritimes                                      | 8 - 3¹                                              |       |
| 1976 Détails | Paris UC Paris                                             | Nice UC Nice, Alpes-Maritimes                                      | 2 - 1¹                                              |       |
| 1977 Détails | Paris UC Paris                                             | Nice UC Nice, Alpes-Maritimes                                      | 4 - 0¹                                              |       |
| 1978 Détails | Nice UC et BC Nippon de Paris Nice, Alpes-Maritimes; Paris | Nice UC et BC Nippon de Paris Nice, Alpes-Maritimes; Paris         | poule finale                                        |       |
| 1979 Détails | Nice UC et BC Nippon de Paris Nice, Alpes-Maritimes; Paris | Nice UC et BC Nippon de Paris Nice, Alpes-Maritimes; Paris         | poule finale                                        |       |
| 1980 Détails | Paris UC Paris                                             | Nice UC Nice, Alpes-Maritimes                                      | 10 - 5¹                                             |       |
| 1981 Détails | Nice UC Nice, Alpes-Maritimes                              | Paris UC Paris                                                     | 11 - 9¹                                             |       |
| 1982 Détails | Paris UC Paris                                             | BCF Paris Paris                                                    | 13 - 7¹                                             |       |
| 1983 Détails | Paris UC Paris                                             | Meyzieu BC Meyzieu, Rhône                                          | 23 - 3¹                                             |       |
| 1984 Détails | Paris UC Paris                                             | Nice UC Nice, Alpes-Maritimes                                      | 8 - 5¹                                              |       |
| 1985 Détails | Paris UC Paris                                             | Caribous de Brévannes Limeil-Brévannes, Val-de-Marne               | 14 - 9¹                                             |       |
| 1986 Détails | Paris UC Paris                                             | BCF Paris Paris                                                    | 14 - 3¹                                             |       |
| 1987 Détails | Paris UC Paris                                             | BCF Paris Paris                                                    | 10 - 2¹                                             |       |
| 1988 Détails | Paris UC Paris                                             | Lions de Savigny-sur-Orge Savigny-sur-Orge, Essonne                | 11 - 0¹                                             |       |
| 1989 Détails | Paris UC Paris                                             | Pitcher's de Pineuilh Pineuilh, Gironde                            | 11 - 3¹                                             |       |
| 1990 Détails | Paris UC Paris                                             | Lions de Savigny-sur-Orge Savigny-sur-Orge, Essonne                | 9 - 5¹                                              |       |
| 1991 Détails | Paris UC Paris                                             | BCF Paris Paris                                                    | 13 - 3¹                                             |       |
| 1992 Détails | Paris UC Paris                                             | Caribous de Brévannes Limeil-Brévannes, Val-de-Marne               | 11 - 7¹                                             |       |
| 1993 Détails | Barracudas de Montpellier Montpellier, Hérault             | Paris UC Paris                                                     | 4 - 2¹                                              |       |
| 1994 Détails | Barracudas de Montpellier Montpellier, Hérault             | Paris UC Paris                                                     |                                                     |       |
| 1995 Détails | Barracudas de Montpellier Montpellier, Hérault             | Jimmer's de Saint-Lô Saint-Lô, Manche                              |                                                     |       |
| 1996 Détails | Jimmer's de Saint-Lô Saint-Lô, Manche                      | Barracudas de Montpellier Montpellier, Hérault                     |                                                     |       |
| 1997 Détails | Jimmer's de Saint-Lô Saint-Lô, Manche                      | Barracudas de Montpellier Montpellier, Hérault                     |                                                     |       |
| 1998 Détails | Lions de Savigny-sur-Orge Savigny-sur-Orge, Essonne        | Barracudas de Montpellier Montpellier, Hérault                     |                                                     |       |
| 1999 Détails | Lions de Savigny-sur-Orge Savigny-sur-Orge, Essonne        | Paris UC Paris                                                     | 15-8 4-1                                            |       |
| 2000 Détails | Paris UC Paris                                             | Barracudas de Montpellier Montpellier, Hérault                     | 4 - 3                                               |       |
| 2001 Détails | Lions de Savigny-sur-Orge Savigny-sur-Orge, Essonne        | Barracudas de Montpellier Montpellier, Hérault                     |                                                     |       |
| 2002 Détails | Lions de Savigny-sur-Orge Savigny-sur-Orge, Essonne        | Barracudas de Montpellier Montpellier, Hérault                     | 3 - 2                                               |       |
| 2003 Détails | Huskies de Rouen Rouen, Seine-Maritime                     | Lions de Savigny-sur-Orge Savigny-sur-Orge, Essonne                | 3 - 0                                               |       |
| 2004 Détails | Lions de Savigny-sur-Orge Savigny-sur-Orge, Essonne        | Barracudas de Montpellier Montpellier, Hérault                     | 3 - 2                                               |       |
| 2005 Détails | Huskies de Rouen Rouen, Seine-Maritime                     | Lions de Savigny-sur-Orge Savigny-sur-Orge, Essonne                | 3 - 1                                               |       |
| 2006 Détails | Huskies de Rouen Rouen, Seine-Maritime                     | Tigers de Toulouse Toulouse, Haute-Garonne                         | 3 - 2                                               |       |
| 2007 Détails | Huskies de Rouen Rouen, Seine-Maritime                     | Templiers de Sénart Sénart, Seine-et-Marne                         | 3 - 2                                               |       |
| 2008 Détails | Huskies de Rouen Rouen, Seine-Maritime                     | Templiers de Sénart Sénart, Seine-et-Marne                         | 3 - 2                                               |       |
| 2009 Détails | Huskies de Rouen Rouen, Seine-Maritime                     | Lions de Savigny-sur-Orge Savigny-sur-Orge, Essonne                | 3 - 1                                               |       |
| 2010 Détails | Huskies de Rouen Rouen, Seine-Maritime                     | Lions de Savigny-sur-Orge Savigny-sur-Orge, Essonne                | 3 - 1                                               |       |
| 2011 Détails | Huskies de Rouen Rouen, Seine-Maritime                     | Barracudas de Montpellier Montpellier, Hérault                     | 3 - 2                                               |       |
| 2012 Détails | Huskies de Rouen Rouen, Seine-Maritime                     | Templiers de Sénart Sénart, Seine-et-Marne                         | 3 - 1                                               |       |
| 2013 Détails | Huskies de Rouen Rouen, Seine-Maritime                     | Templiers de Sénart Sénart, Seine-et-Marne                         | 3 - 2                                               |       |
| 2014 Détails | Templiers de Sénart Sénart, Seine-et-Marne                 | Paris UC Paris                                                     | 3 - 0                                               |       |
| 2015 Détails | Huskies de Rouen Rouen, Seine-Maritime                     | Barracudas de Montpellier Montpellier, Hérault                     | 3 - 1                                               |       |
| 2016 Détails | Huskies de Rouen Rouen, Seine-Maritime                     | Templiers de Sénart Sénart, Seine-et-Marne                         | 3 - 1                                               |       |
| 2017 Détails | Huskies de Rouen Rouen, Seine-Maritime                     | Templiers de Sénart Sénart, Seine-et-Marne                         | 3 - 2                                               |       |
| 2018 Détails | Huskies de Rouen Rouen, Seine-Maritime                     | Cougars de Montigny-le-Bretonneux Montigny-le-Bretonneux, Yvelines | 3 - 0                                               |       |
| 2019 Détails | Huskies de Rouen Rouen, Seine-Maritime                     | Templiers de Sénart Sénart, Seine-et-Marne                         | 3 - 1                                               |       |
| 2020         | Saison annulée avec la Pandémie de Covid 19                | Saison annulée avec la Pandémie de Covid 19                        | Saison annulée avec la Pandémie de Covid 19         |       |
| 2021 Détails | Huskies de Rouen Rouen, Seine-Maritime                     | Templiers de Sénart Sénart, Seine-et-Marne                         | 3 - 2                                               |       |
| 2022 Détails | Huskies de Rouen Rouen, Seine-Maritime                     | Lions de Savigny-sur-Orge Savigny-sur-Orge, Essonne                | 3 - 1                                               |       |
| 2023 Détails | Barracudas de Montpellier Montpellier, Hérault             | Cougars de Montigny-le-Bretonneux Montigny-le-Bretonneux, Yvelines | 3 - 2                                               |       |
| 2024 Détails |                                                            | Huskies de Rouen Rouen, Seine-Maritime                             | Lions de Savigny-sur-Orge Savigny-sur-Orge, Essonne | 3 - 0 |

- ¹ : finale sur un match (score du match). Certaines de ces rencontres sont des matches décisifs disputés à l'occasion de poules finales (impliquant plus de deux équipes) ou de séries finales (impliquant seulement les deux finalistes). Résultat de la série finale (victoires-défaites) en cas d'absence de note.

## Bilan par club
| Club                              | Titre(s) | Premier(s) - Dernier(s) | Finale(s) perdue(s) | Première(s) - Dernière(s) | Division actuelle |
| --------------------------------- | -------- | ----------------------- | ------------------- | ------------------------- | ----------------- |
| Paris UC                          | 22       | 1955-2000               | 10                  | 1954-2014                 | Division 1        |
| Huskies de Rouen                  | 18       | 2003-2024               | 0                   | -                         | Division 1        |
| Nice UC                           | 5        | 1971-1981               | 7                   | 1970-1984                 | -                 |
| Lions de Savigny-sur-Orge         | 5        | 1998-2004               | 7                   | 1988-2022                 | Division 1        |
| Barracudas de Montpellier         | 4        | 1993-2023               | 10                  | 1996-2015                 | Division 1        |
| Ranelagh BBC                      | 3        | 1927-1930               | 1                   | 1926                      | -                 |
| AGE latino-américains             | 3        | 1931-1934               | 0                   | -                         | -                 |
| Jimmer's de Saint-Lô              | 2        | 1996-1997               | 1                   | 1995                      | Nationale 2       |
| BC Nippon de Paris                | 2        | 1978-1979               | 0                   | -                         | -                 |
| Pirates de Paris                  | 2        | 1967-1969               | 0                   | -                         | -                 |
| Templiers de Sénart               | 1        | 2014                    | 8                   | 2007-2021                 | Division 1        |
| BC Charenton                      | 1        | 1964                    | 1                   | 1963                      | -                 |
| BC Paris                          | 1        | 1963                    | 1                   | 1964                      | -                 |
| CSF Cagnes-sur-Mer                | 1        | 1968                    | 1                   | 1969                      | -                 |
| Stade français                    | 1        | 1954                    | 1                   | 1955                      | -                 |
| AS Transport                      | 1        | 1926                    | 0                   | -                         | -                 |
| Sandino baseball club             | 1        | 1933                    | 0                   | -                         | -                 |
| BCF Paris                         | 0        | -                       | 4                   | 1982-1991                 | -                 |
| Saints de Saint-Germain-en-Laye   | 0        | -                       | 3                   | 1965-1972                 | Régional          |
| American Club                     | 0        | -                       | 2                   | 1933-1934                 | -                 |
| Caribous de Brévannes             | 0        | -                       | 2                   | 1985-1992                 | Nationale 1       |
| UA Intergadz'arts                 | 0        | -                       | 2                   | 1927-1930                 | -                 |
| Cougars de Montigny-le-Bretonneux | 0        | -                       | 2                   | 2018-2023                 | Division 1        |
| AS Police Paris                   | 0        | -                       | 1                   | 1932                      | -                 |
| Meyzieu BC                        | 0        | -                       | 1                   | 1983                      | Nationale 2       |
| Pitcher's de Pineuilh             | 0        | -                       | 1                   | 1989                      | Régional          |
| Racing Club de France             | 0        | -                       | 1                   | 1928                      | -                 |
| Students Coogars                  | 0        | -                       | 1                   | 1931                      | -                 |
| Tigers de Toulouse                | 0        | -                       | 1                   | 2006                      | Division 1        |